# Sigismund Rahmer
Sigismund Rahmer (* 10. März 1863 in Gleiwitz, Oberschlesien; † 14. Februar 1912 in Berlin) war ein deutscher Arzt, Schriftsteller, Herausgeber, Physiologe sowie Literaturhistoriker. Auch war er ein bedeutender Heinrich-von-Kleist-Forscher.

## Leben
Er wurde 1863 in Gleiwitz geboren und entstammte einem jüdischen Elternhaus. Er studierte seit 1882 Medizin u. a. bei Rudolf Virchow in Berlin, 1886 wechselte er an die Universität Greifswald, um dort sein medizinisches Examen zu machen. 1887 promovierte er im Bereich der Pneumologie. Er kam Anfang der 1890er Jahre nach Berlin und arbeitete danach als sogenannter  „Praktischer Arzt“ (Hausarzt) und Armenarzt in Berlin-Kreuzberg. Sigismund Rahmer war Verfechter der jüdischen Assimilation.
Verheiratet war er seit 1908 mit Gertrud Rahmer, einer geborenen Itzig. Aus dieser Ehe entstammten drei Kinder, Melanie, Bernd-Anselm und Gerda.
Seine Frau heiratete nach seinem Tode 1917 den Kaufmann Richard Teppich. Sie starb 1943 im Konzentrationslager Auschwitz.
Sigismund Rahmers Tochter Melanie heiratete den deutschstämmigen, britischen Filmschauspieler Gerhard Kempinski. Deren Sohn, der britische Dramatiker Tom Kempinski, ist der Enkel von Sigismund Rahmer.
Sigismund Rahmer veröffentlichte in verschiedenen Fachzeitschriften wissenschaftliche Artikel z. B. über Physiologie, darüber ebenso Fachbücher. Auch veröffentlichte er verschiedene Artikel über seine Studien in damaligen Zeitungen, wie der Vossischen Zeitung oder der liberalen Tageszeitung Nationalzeitung (zum Beispiel Sonntagsbeilage von S. Rahmer zum Thema Heinrich von Kleist, 1904).
Sein Spezialgebiet aber waren Biographien über berühmte Künstler und Dichter und deren pathologische und psychischen Probleme. Er hat wichtige Studien dazu geschrieben und die Forschung zu Heinrich von Kleist um wesentliche Impulse verstärkt. In den Werken beschäftigte er sich teilweise auch mit Sexualpathologie. Diese Werke erschienen zumeist als Broschur.
Daneben war er auch der Nachlassverwalter des bekannten Berliner Journalisten und Schriftstellers Theophil Zolling (1849–1901), des Herausgebers des Magazins Die Gegenwart. Ebenfalls ist mittlerweile ein Kontakt mit dem bekannten deutschen Strindberg-Übersetzer Emil Schering (1873–1951) zu Rahmer nachgewiesen worden.
Sigismund Rahmer starb 1912 mit 48 Jahren in Berlin. Über seine Todesursache ist bisher nichts bekannt.

## Bedeutung
Sigismund Rahmer ist als „Dilettantischer Forscher bzw. Privatforscher“ auf dem Gebiet der Kleist-Forschung bedeutend. Da sein Nachlass bis heute nicht gefunden worden ist, dürften bei einer etwaigen Entdeckung weitere Daten zu Kleist und zu Rahmer an die Öffentlichkeit gelangen. Außerdem dürfte er auch in Berlin selbst nicht unbekannt gewesen sein, da er dort gerade als Armenarzt fungierte und sogar ein Nachruf auf ihn in der Vossischen Zeitung erschien.

## Werk
- Physiologie oder die Lehre von den Lebensvorgängen im menschlichen und tierischen Körper. 1888, Weisert-Verlag.
- Heinrich Heines Krankheits- und Leidensgeschichte – eine kritische Studie. 1901.
- Das Kleistproblem auf Grund neuer Forschungen zur Charakteristik und Biographie Heinrich von Kleists. Berlin, Reimer, 1903. - Reprint: Heilbronn: Kleist-Archiv Sembdner 2009. (Heilbronner Kleist-Reprints). ISBN 978-3-940494-26-9
- Meine Geschichte eh ich geboren wurde. über Johann Gottwerth Müller, Reprint v. 1795, Herausgegeben v. Sigismund Rahmer, 1904.
- Aus der Werkstatt des dramatischen Genies - Musik und Dichtkunst - eine psychol.- phyhsiolog. Studie. München, Reinhardt, 1906.
- Der menschliche Körper - Die Physiologie, Zwölf Vorlesungen. 1906, Verlag XX Jahrhundert.
- Grenzfragen der Literatur – Medizin in Einzeldarstellungen. Herausgeber, Hefte 1 bis 8 (Gesamtausgabe), Verlag Reinhardt, München, 1906.
- August Strindberg - eine pathologische Studie. Reinhardt, 1907.
- Heinrich von Kleist als Mensch und Dichter: nach neuen Quellenforschungen. Berlin, Reimer, 1909. - Reprint: Heilbronn: Kleist-Archiv Sembdner 2008. (Heilbronner Kleist-Reprints). ISBN 978-3-940494-13-9
- Nikolaus Lenau als Mensch und Dichter - Ein Beitrag zur Sexualpathologie. Berlin, Curtius, 1911.

## Quelle
- Internet-Ausschnitt des Deutschen Literaturlexikon-Biographisch-bibliographisches Handbuch, 1977.
- Zu den Werken u. a. Deutsche Nationalbibliothek, Staatsarchiv Bremen.
- Edition und Engagement, 1979.
- August Strindberg, eine Pathologische Studie (zu dem Kontakt mit Emil Schering).
- Staengle, Peter: Der Kleistforscher S. Rahmer und seine Nachkommen. In: Heilbronner Kleist-Blätter 21. 2009. S. 205–209. ISBN 978-3-940494-27-6
- https://www.stolpersteine-berlin.de/en/biografie/3880
- http://zersetzer.blogsport.de/2012/03/10/spanienkaempfer-fritz-teppich-gestorben/